# Pitcairninseln

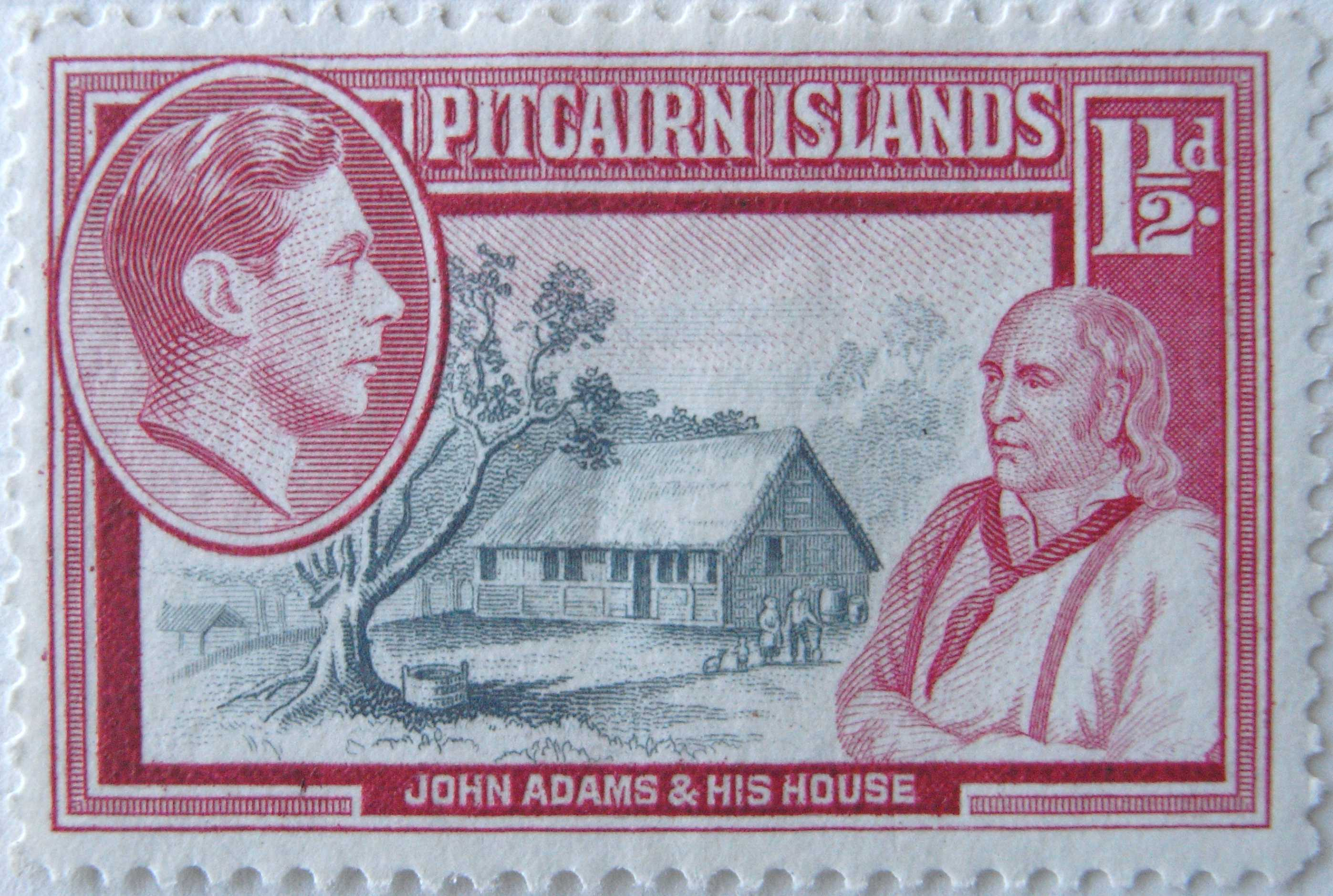
Briefmarke der britischen Post

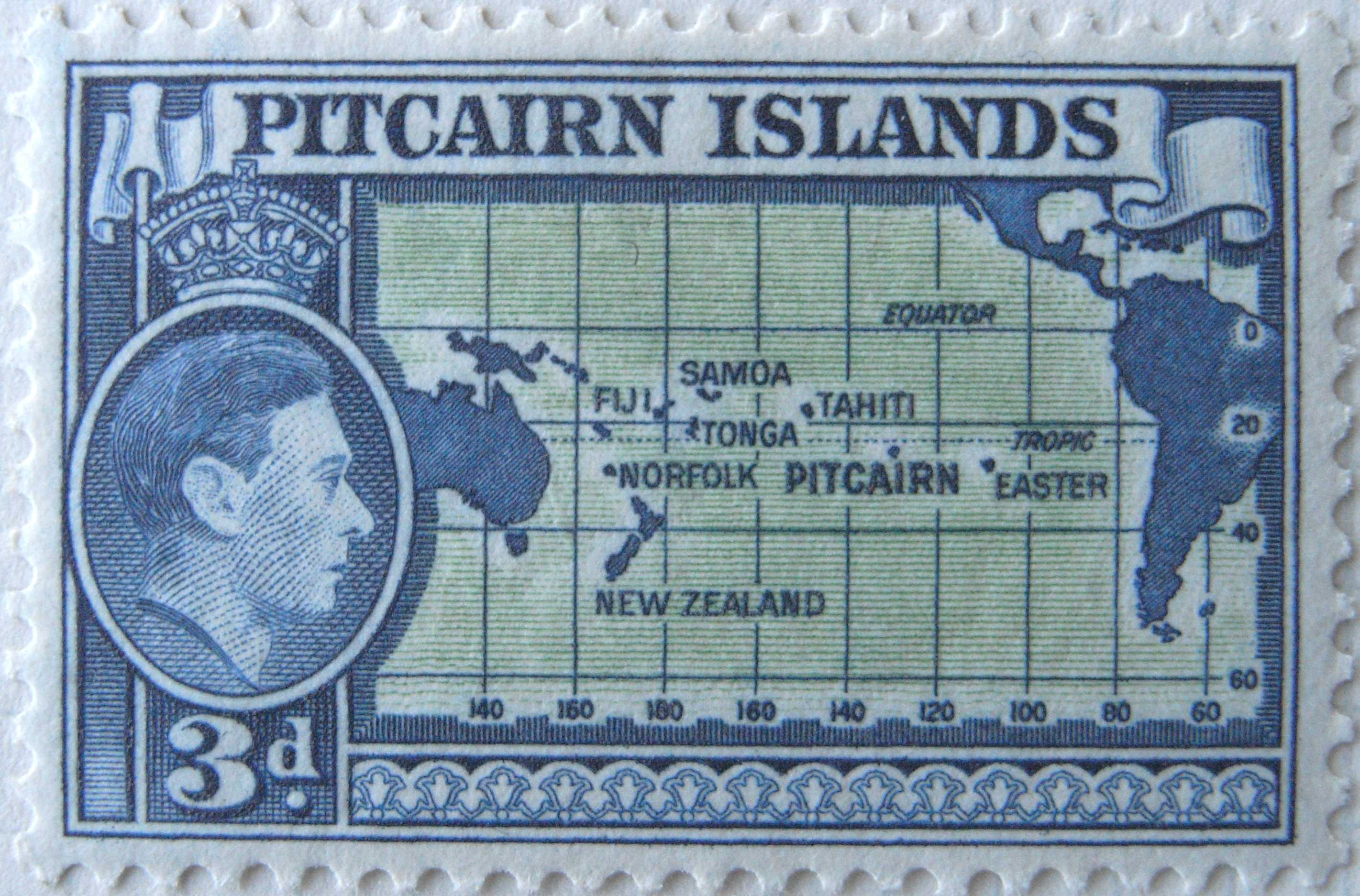
Briefmarke der britischen Post

Die Pitcairninseln (englisch Pitcairn Islands, Pitkern Pitkern Ailen, offiziell The Islands of Pitcairn, Henderson, Ducie and Oeno) sind eine isoliert gelegene Inselgruppe im südöstlichen Pazifik, die administrativ zu den Britischen Überseegebieten gehört. Namensgeber der Gruppe ist ihre zweitgrößte und zugleich einzige besiedelte Insel, Pitcairn, die ihrerseits nach dem britischen Seekadetten Robert Pitcairn benannt wurde, der sie 1767 als erster Europäer gesichtet hatte.

## Geographie
Der Archipel besteht aus einer Insel, einem gehobenen Atoll und zwei Atollen mit zwei bzw. vier Inseln:
| Name      | Typ             | Landfläche (km²) | Gesamtfläche (km²)* | Bewohner 2023 | Koordinaten                  |
| --------- | --------------- | ---------------- | ------------------- | ------------- | ---------------------------- |
| Ducie     | Atoll           | 0,70             | 3,2                 | —             | 24° 40′ 9″ S, 124° 47′ 11″ W |
| Henderson | Gehobenes Atoll | 43,10            | 43,1                | —             | 24° 22′ 1″ S, 128° 18′ 57″ W |
| Oeno      | Atoll           | 0,65             | 16,0                | —             | 23° 55′ 26″ S, 130° 44′ 3″ W |
| Pitcairn  | Vulkaninsel     | 4,50             | 4,5                 | 35            | 25° 4′ 12″ S, 130° 6′ 25″ W  |

*einschließlich Lagunen der Atolle
Die Pitcairninseln liegen im südlichen Pazifik verstreut über ein Gebiet, das sich in Ost-West-Richtung über mehr als 600 Kilometer erstreckt. Oeno befindet sich rund 430 Kilometer östlich der Gambierinseln, Ducie liegt ungefähr 1550 Kilometer westlich der Osterinsel.
Die Inseln sind Gipfel von Vulkanen, die aus einer Tiefe von etwa 3500 bis 3800 Metern vom Meeresgrund aufragen. Sie sind Glieder zweier ungefähr in OSO-WNW-Richtung verlaufender Ketten von Tiefseebergen, deren Entstehung auf Hotspot-Vulkanismus zurückgeführt wird. Oeno, Henderson und Ducie zählen zur Southern Tuamotu Chain. Bedingt durch die Drift der Pazifischen Platte nach Nordwesten nimmt das Alter der Inseln von Ost nach West zu. Ducie im Osten ist vor 8 Mio. Jahren, Oeno im Westen vor 16 Mio. Jahren entstanden. Dazwischen liegt die mit einer Fläche von etwa 43 km² größte Insel des Archipels, das gehobene Atoll Henderson, mit einem Alter von 13 Mio. Jahren (alle Werte mit einer Unsicherheit von ±1 Ma).
Die bedeutend jüngere, in mehreren Ausbruchsphasen vor ungefähr 0,93 Mio. bis 0,45 Mio. Jahren entstandene Insel Pitcairn ist namensgebender Bestandteil der rund 100 Kilometer südlich parallel verlaufenden Gambier-Pitcairn Chain. Die Insel erreicht eine Höhe von 347 m und ist damit die höchste Erhebung der Inselgruppe. Pitcairn ist außerdem die einzige bewohnte Insel des Archipels.
Die gegenwärtig mit einer jährlichen Rate von 0,1 mm andauernde Hebung Hendersons steht in ursächlichem Zusammenhang mit der Entstehung der Insel Pitcairn. Deren zunehmendes Gewicht führte durch lithosphärische Biegung zu einer Hebung des Meeresbodens unter Henderson.
Im Vergleich zur Landfläche der Pitcairninseln von insgesamt 49 km² ist ihre ausschließliche Wirtschaftszone (AWZ) mit einer Fläche von mehr als 836.000 km² riesig.

## Bevölkerung
Pitcairns Einwohner sind überwiegend Nachfahren der Meuterer der Bounty und ihrer polynesischen Frauen. Die Inseln Oeno, Henderson und Ducie sind unbewohnt.
Die Einwohner sind fast alle Siebenten-Tags-Adventisten.
Die Hauptsiedlung und zugleich einzige Ansiedlung der Pitcairninseln ist Adamstown, wo rund 35 Einwohner leben. Der Ort ist nach dem letzten überlebenden Bounty-Meuterer John Adams benannt. Noch 1933 hatten die Inseln 190 Einwohner, doch sinkt seit Jahrzehnten die Einwohnerzahl kontinuierlich, da jüngere, gut ausgebildete Inselbewohner wegen fehlender beruflicher Perspektiven überwiegend nach Neuseeland, Australien und ins Vereinigte Königreich abwandern.
Quelle: 

## Geschichte
Archäologischen Untersuchungen zufolge wurden die Inseln Pitcairn und Henderson vermutlich um das Jahr 1000 n. Chr. von Mangareva aus besiedelt. Sie bildeten trotz ihrer Abgelegenheit zusammen mit Mangareva ein ausgedehntes Austauschsystem mit nachweisbaren Beziehungen zu den Tuamotu- und Austral-Inseln. Pitcairn lieferte hochwertigen feinkörnigen Basalt und vulkanische Gläser, die wegen ihrer Scharfkantigkeit als Werkzeuge verwendet wurden; von Henderson kamen vermutlich Meeresschildkröten und rote Vogelfedern. Um 1450 brach dieses Austauschsystem zusammen. Als mögliche Ursache dafür werden soziale Spannungen auf Mangareva aufgrund von Überbevölkerung und Ressourcenmangel angenommen. Außerdem wird vermutet, dass als Folge der Entwaldung der Inseln keine Großkanus mehr gebaut werden konnten. Die nun auf sich selbst gestellten Bevölkerungen von Pitcairn und Henderson überlebten wohl noch einige Generationen. Um 1600 wurde Henderson verlassen; die bessere Lebensgrundlagen bietende Insel Pitcairn wurde wohl im Verlauf des 17. Jahrhunderts aufgegeben. Als die Inseln erstmals von Europäern aufgesucht wurden, waren sie bereits unbewohnt.
Der erste Europäer, der Teile der Pitcairninseln entdeckte, war der in spanischen Diensten stehende portugiesische Seefahrer Pedro Fernández de Quirós. Während seiner im Dezember 1605 in Callao begonnenen Pazifik-Expedition sichtete er am 26. Januar 1606 eine Insel, die er zunächst „Luna Puesta“, in seinem Memorandum von 1609 an König Philipp III. aber „La Encarnación“ nannte. Drei Tage später erreichte er eine weitere Insel, der er den Namen „San Juan Bautista“ gab. Beide Inseln wurden nicht näher untersucht und gerieten bald wieder in Vergessenheit. Man geht davon aus, dass es sich bei der erstgenannten Insel um das Atoll Ducie handelt, das im Jahr 1791 von Edward Edwards, dem Kapitän der HMS Pandora, auf der Suche nach den Meuterern der Bounty wiederentdeckt und nach seinem Gönner, dem Earl of Ducie, benannt wurde. Die zweite von Quirós entdeckte Insel ist wohl identisch mit der im Januar 1819 von James Henderson, dem Kapitän der Hercules, wiederentdeckten und nach ihm benannten Insel Henderson.
Das erste europäische Schiff, das die Insel Pitcairn anlief, war die HMS Swallow unter Kapitän Philipp Carteret. Er benannte die Insel nach seinem Seekadetten Robert Pitcairn, der die Insel am 2. Juli 1767 als Erster gesichtet hatte.
Der aus europäischer Sicht zuletzt entdeckte Teil der Pitcairninseln ist das Atoll Oeno, das wahrscheinlich bereits 1819 von James Henderson gesichtet, aber nicht mit einem Namen versehen worden war. Im Dezember 1823 oder Januar 1824 entdeckte George Worth, der Kapitän des Walfängers Oeno, das Atoll und benannte es nach seinem Schiff.
Die britisch-tahitische Besiedlung der Insel Pitcairn erfolgte am 15. Januar 1790. Am 28. April 1789 meuterten Teile der Mannschaft des Schiffs Bounty und übernahmen das Kommando. Die Meuterer kehrten nach Tahiti zurück, wo sich zuvor das Schiff einige Monate aufgehalten hatte. Aus Sorge, verhaftet zu werden, wollte ihr Anführer Fletcher Christian nicht auf Tahiti bleiben. Nach einem erfolglosen Versuch, sich auf Tubuai anzusiedeln, kehrten sie wieder zurück. Heimlich in der Nacht verließ Christian mit nur acht Männern, rund einem Drittel der Meuterer, erneut Tahiti. Von den Eingeborenen schlossen sich zwölf Frauen und sechs Männer an. Geplant wurde, eine unbewohnte Insel zu finden, das Schiff zu vernichten und den Rest des Lebens dort zu verbringen, ohne jemals wieder von Europäern gesehen zu werden.
Nachdem während zweier Monate die Cook-, Tonga- und östlichen Fidschiinseln vergeblich nach einer Bleibe durchkämmt worden waren, verfiel Christian auf eine ihm vorliegende Beschreibung Pitcairns durch Kapitän Carteret, der bei der Entdeckung 1767 dabei war, die Insel aber wegen heftiger Brandung nicht betreten konnte. Sie versprach für das Überleben ideale Bedingungen: einen als Süßwasserquelle dienenden Fluss sowie fruchtbare Vegetation. Zudem waren die Karten jener Zeit sehr ungenau. Es war somit äußerst unwahrscheinlich, dass ein britisches Schiff die Insel fände und die Meuterer verhaftete, was ihren sicheren Tod bedeutet hätte.
Pitcairn ist seit 1838 britische Kronkolonie. Auf Weisung des britischen Konsuls von Tahiti, R. T. Simons, segelte 1902 ein Kutter von Pitcairn nach Oeno, Henderson und Ducie, um die Inseln dem britischen Königreich anzugliedern. Seit 1946 steht das Territorium auf der UN-Liste der Hoheitsgebiete ohne Selbstregierung.
In den 1980er Jahren versuchte ein US-amerikanischer Multimillionär, die Inseln vom Vereinigten Königreich zu erwerben, um sie touristisch zu nutzen. So sollte u. a. ein Flugplatz auf Henderson gebaut werden. Eher kurios zu nennen ist das 1992 ausgerufene Projekt einer Mikronation „Fürstentum Freedonia“, das sich vergeblich darum bemüht, die Pitcairninseln dem Vereinigten Königreich abzukaufen.
Im Jahr 2004 kamen dutzende Fälle von Kindesmissbrauch ans Licht. Zwölf Männer, sechs davon Inselbewohner, weitere sechs im Ausland lebend, wurden daraufhin im eigens eingerichteten Pitcairn Supreme Court für schuldig befunden. Die Verurteilten errichteten im Anschluss ihr Gefängnis selbst, da es zuvor keines gegeben hatte. Nach der Entlassung des letzten Häftlings im Jahr 2009 wurde das Gebäude in ein Gästehaus umgewandelt.
COVID-19 erreichte die Insel am 16. Juli 2022. Siehe Hauptartikel COVID-19 auf Pitcairn.

## Politik

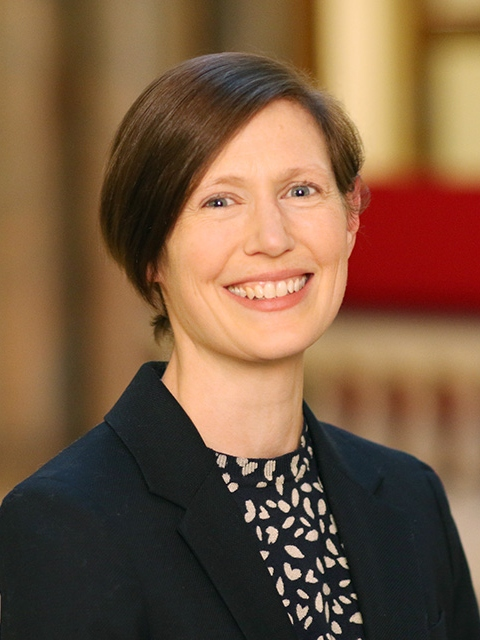
Gouverneurin Iona Thomas

Die Pitcairninseln sind das letzte verbliebene britische Überseegebiet im Pazifischen Ozean.
Staatsoberhaupt der Pitcairninseln ist der britische Monarch. Er wird von der britischen Hochkommissarin in Neuseeland vertreten, die ex officio auch Gouverneurin der Pitcairninseln ist. Dies ist seit dem Jahr 2022 Iona Thomas. Die Pitcairninseln sind teilautonom, die Interessen der Inselbevölkerung vertritt ein gewählter Bürgermeister als Regierungschef.

## Infrastruktur
Es besteht für alle arbeitsfähigen Einwohner eine zivile Dienstpflicht, um bei Bedarf Ausbesserungsarbeiten an der Infrastruktur und Reparaturen an öffentlichen Gebäuden durchzuführen, da es weder Mehrwertsteuern noch Einkommensteuern zur öffentlichen Finanzierung gibt.
Auf der bewohnten Hauptinsel Pitcairn wird ein Telefonnetz mit neuseeländischer Vorwahl durch Pitcairn Telecom betrieben, das auch eine Internetverbindung ermöglicht. Es stehen zwei Satellitentelefone der Regierung für Notfälle zur Verfügung. Ein Mobilfunknetz gibt es auf Pitcairn nicht. Die meisten Häuser verfügen aber über eine Internetverbindung mittels Starlink.
Satellitenantennen ermöglichen den Empfang von Fernseh- und Radioprogrammen. Es können maximal zwei Sender gleichzeitig an die Haushalte ausgestrahlt werden.
Eine Funkstation in Adamstown betreibt amtlichen Funkverkehr, etwa für die Kommunikation mit den Versorgungsschiffen.
Im November 2022 wurden drei Empfangsstationen von Starlink auf Pitcairn installiert, so dass die Insel erstmals über einen Breitband-Internetzugang verfügt.
In der Zeit von 7 Uhr bis 22 Uhr wird auf der einzigen bewohnten Insel in der Siedlung Adamstown elektrische Energie durch Dieselgeneratoren zur Verfügung gestellt. Der für den Betrieb notwendige Dieseltreibstoff wird importiert. 2006 wurde eine Windkraftanlage mit dem Ziel geplant, rund um die Uhr die elektrische Stromversorgung sicherstellen zu können. Das Projekt wurde im Jahr 2013 wegen der hohen Kosten abgebrochen.